# Liste der Monuments historiques in Saint-Servais (Côtes-d’Armor)
Die Liste der Monuments historiques in Saint-Servais (Côtes-d’Armor) führt die Monuments historiques in der französischen Gemeinde Saint-Servais auf.

## Liste der Bauwerke
| Bezeichnung                | Beschreibung                           | Standort | Kennzeichnung | Schutzstatus | Datum | Bild           |
| -------------------------- | -------------------------------------- | -------- | ------------- | ------------ | ----- | -------------- |
| Zwei Menhire von Kerbernès | Neolithikum                            | (Lage)   | PA00089659    | Classé       | 1925  | weitere Bilder |
| Kirche St-Servais          | Erbaut im 16. Jahrhundert              | (Lage)   | PA00089658    | Classé       | 1912  | weitere Bilder |
| Chapelle de Burthulet      | Kapelle, erbaut im 16./17. Jahrhundert | (Lage)   | PA00089657    | Classé       | 1968  | weitere Bilder |

## Liste der Objekte

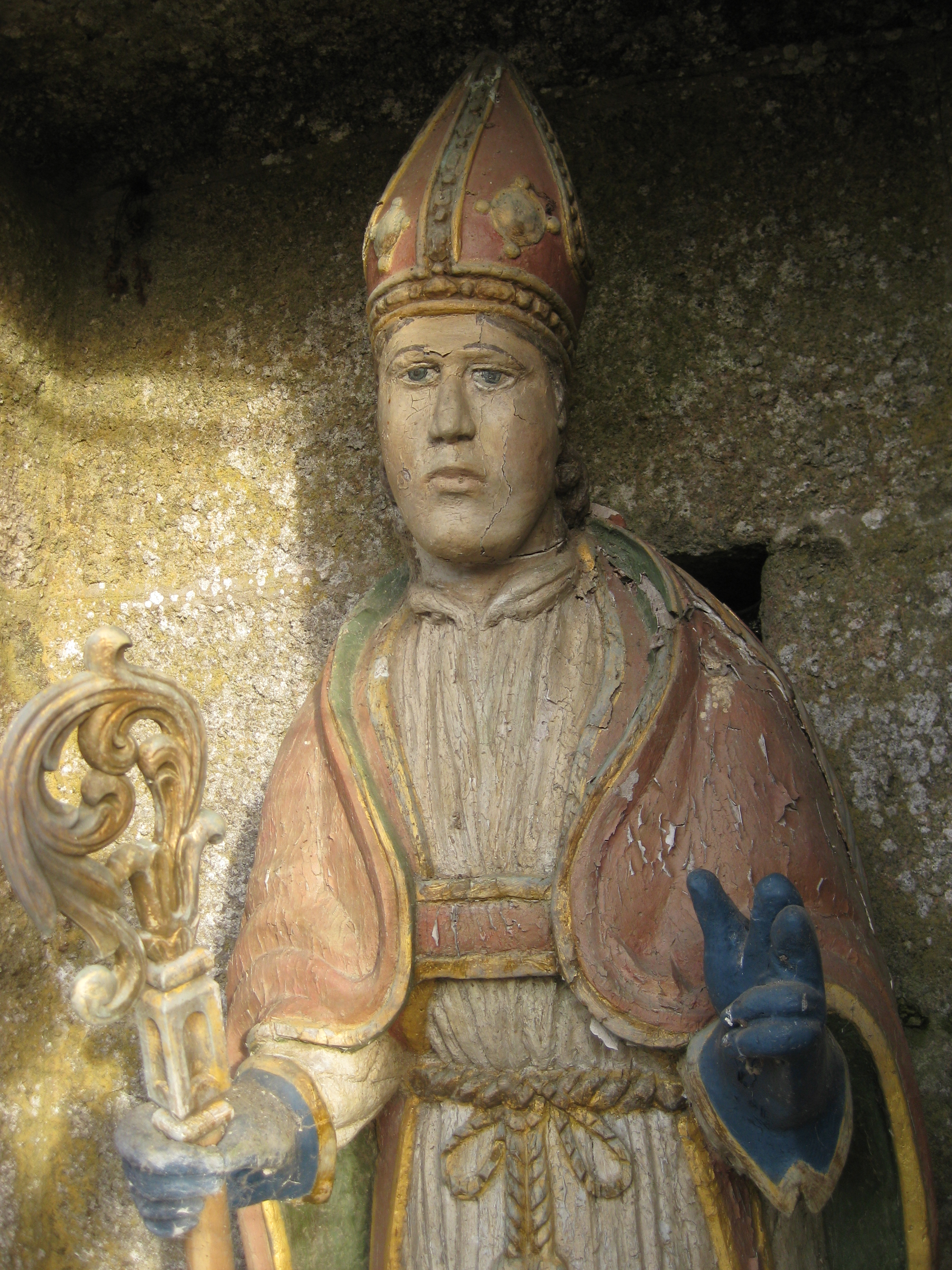
Skulptur des heiligen Servatius im Eingang zur Kirche St-Servais

- Monuments historiques (Objekte) in Saint-Servais (Côtes-d’Armor) in der Base Palissy des französischen Kultusministeriums